# Greater Shepparton
Greater Shepparton är en region i Australien. Den ligger i delstaten Victoria, omkring 160 kilometer norr om delstatshuvudstaden Melbourne. Antalet invånare är 62 784.
Följande samhällen finns i Greater Shepparton:
- Shepparton
- Tatura
- Murchison
- Girgarre East

Trakten runt Greater Shepparton består till största delen av jordbruksmark. Runt Greater Shepparton är det ganska tätbefolkat, med 116 invånare per kvadratkilometer. Genomsnittlig årsnederbörd är 612 millimeter. Den regnigaste månaden är februari, med i genomsnitt 97 mm nederbörd, och den torraste är oktober, med 26 mm nederbörd.